# Pakora
Pakora ([pəˈkɔːɽa]IPA) je smažený pokrm pocházející z jižní Asie z Indického subkontinentu. Je k dostání od pouličních prodejců či ho nabízí restaurace po celé jižní Asii. Často se skládá ze zeleniny, jako jsou brambory a cibule, která se obaluje v kořeněném těstíčku z cizrnové mouky a následně se smaží.

## Etymologie
Slovo pakoṛā je odvozeno ze sanskrtu, ze slova पक्ववट (pakvavaṭ), což je složenina slova pakva (vařené) a vaṭa (malá hrudka) nebo jeho odvozeniny vaṭaka (kulatý koláč z luštěnin smažený na oleji nebo ghí).

## Historie
Raná verze tohoto pokrmu se objevuje v sanskrtské literatuře a tamilských sangamech, ale přesný recept zde není uveden. Je zde zmíněn pouze "kulatý koláč z luštěnin smažených na oleji" a "křupavá smažená zelenina", které se podávaly jako součást jídel. Časné záznamy přesného receptu pochází z kuchařky Manasollasa ze 12. století, která zmiňuje pokrm zvaný parika, která se připravovala ze zeleniny a z cizrnové mouky. Kuchařka Lokopakara z 11. století také zmiňuje unikátní recept na pakoru, ve kterém se cizrnová mouka lisovala do forem ve tvaru ryby a smažila se v hořčičném oleji.

## Příprava
Pakory se vyrábějí obalením použitých surovin, obvykle zeleniny, v kořeněném těstíčku a jejich následném smažení. Běžně se do pakory používá cibule, čočka, krupice, kuřecí maso, kořen a listy kolokázie jedlé, lilek, brambory, chilli paprička, špenát, panýr, květák, máta, plantain či baby kukuřice.
Těsto se nejčastěji připravuje z cizrnové mouky nebo ze směsi cizrnové mouky a rýžové mouky, ale existují i varianty s použitím jiných druhů mouky, například pohankové. Koření použité v těstíčku závisí na kuchaři, který pokrm připravuje, nebo na jeho dostupnosti. Často se jedná o čerstvé či sušené koření, jako je chilli, pískavice řecké seno, zázvor, kardamom, kurkuma a koriandr.
Pakory se jedí jako předkrm nebo svačina, často s čatní nebo raitou. Jsou servírovány i během indických svatebních hostin.

## Fotogalerie

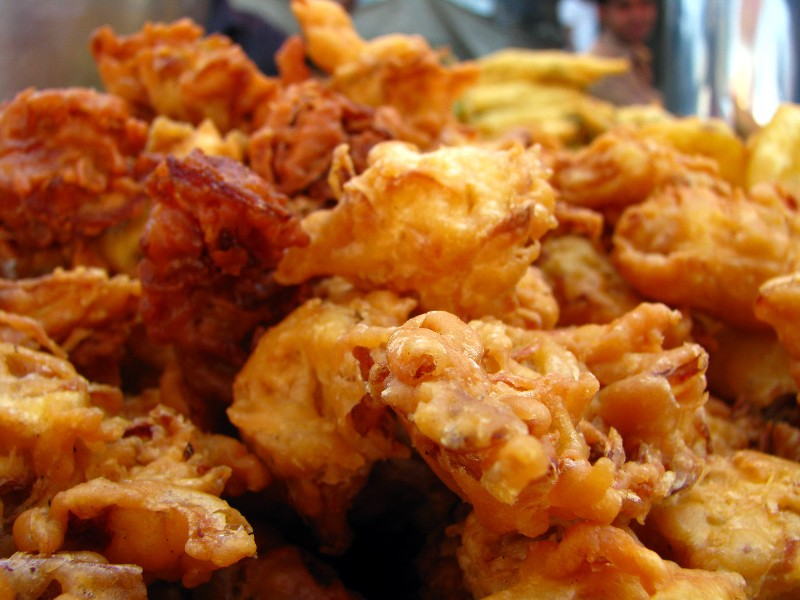
Pakora
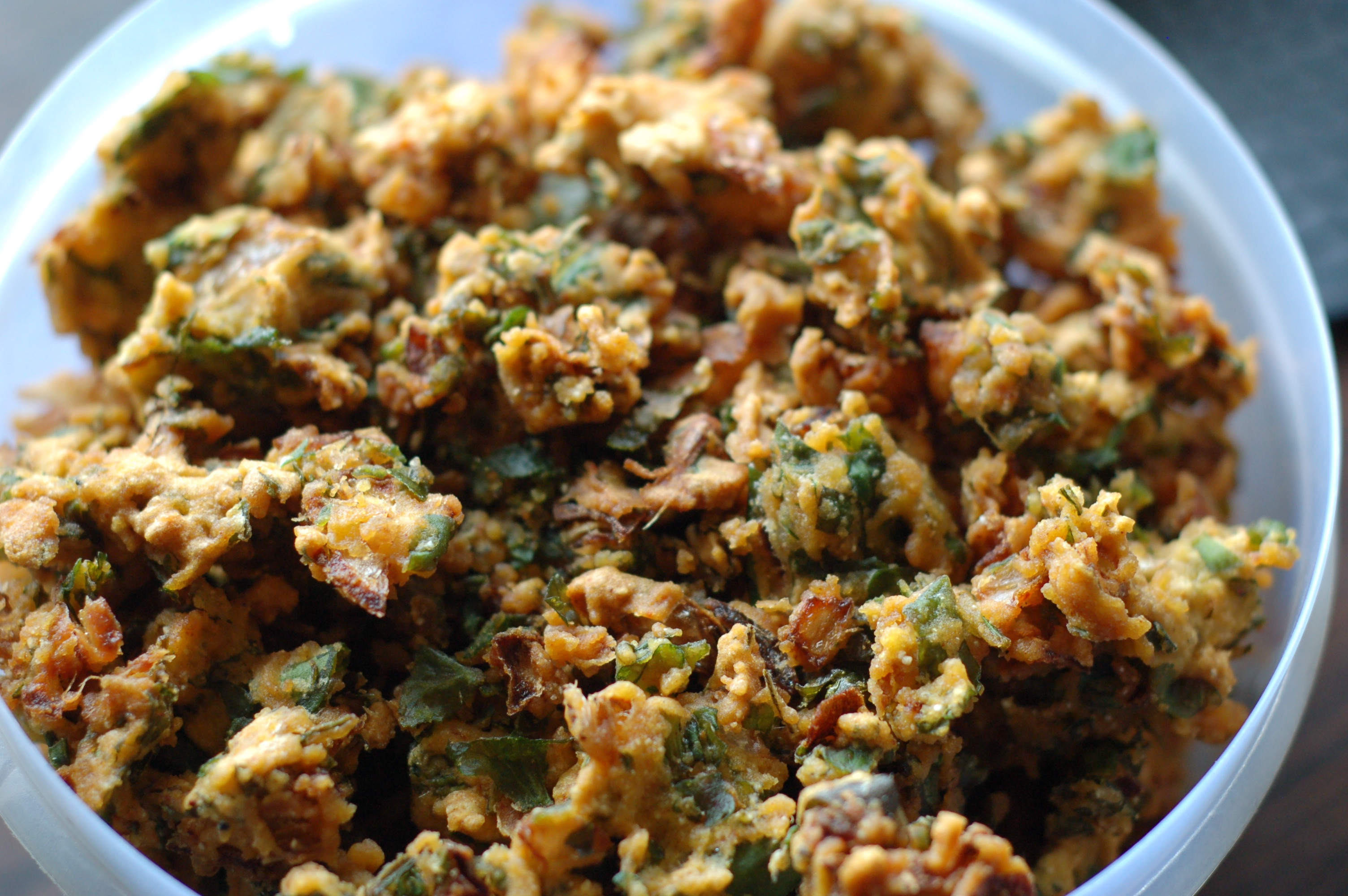
Pakora
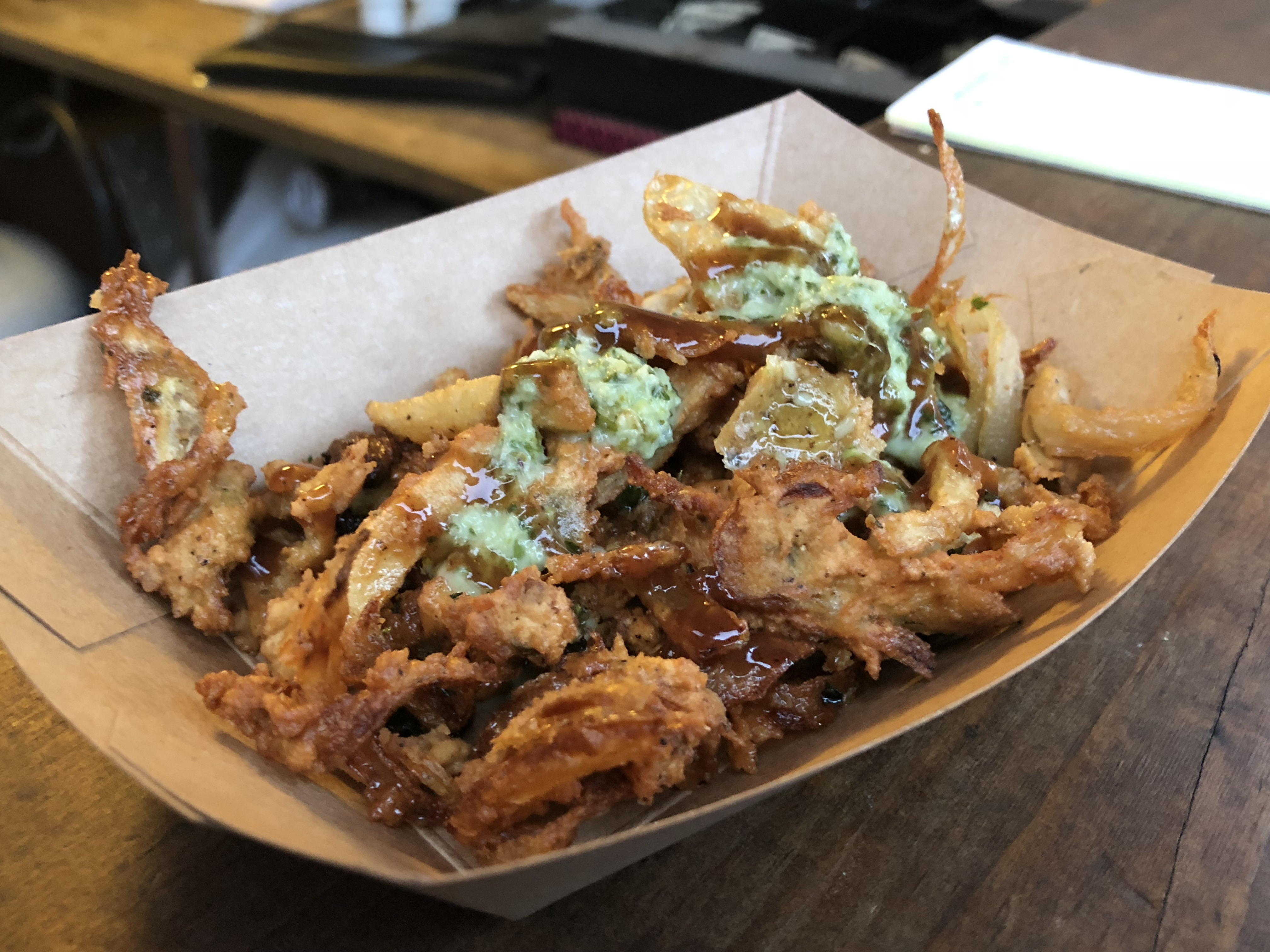
Pakora s mátovým čatní, Kalifornie
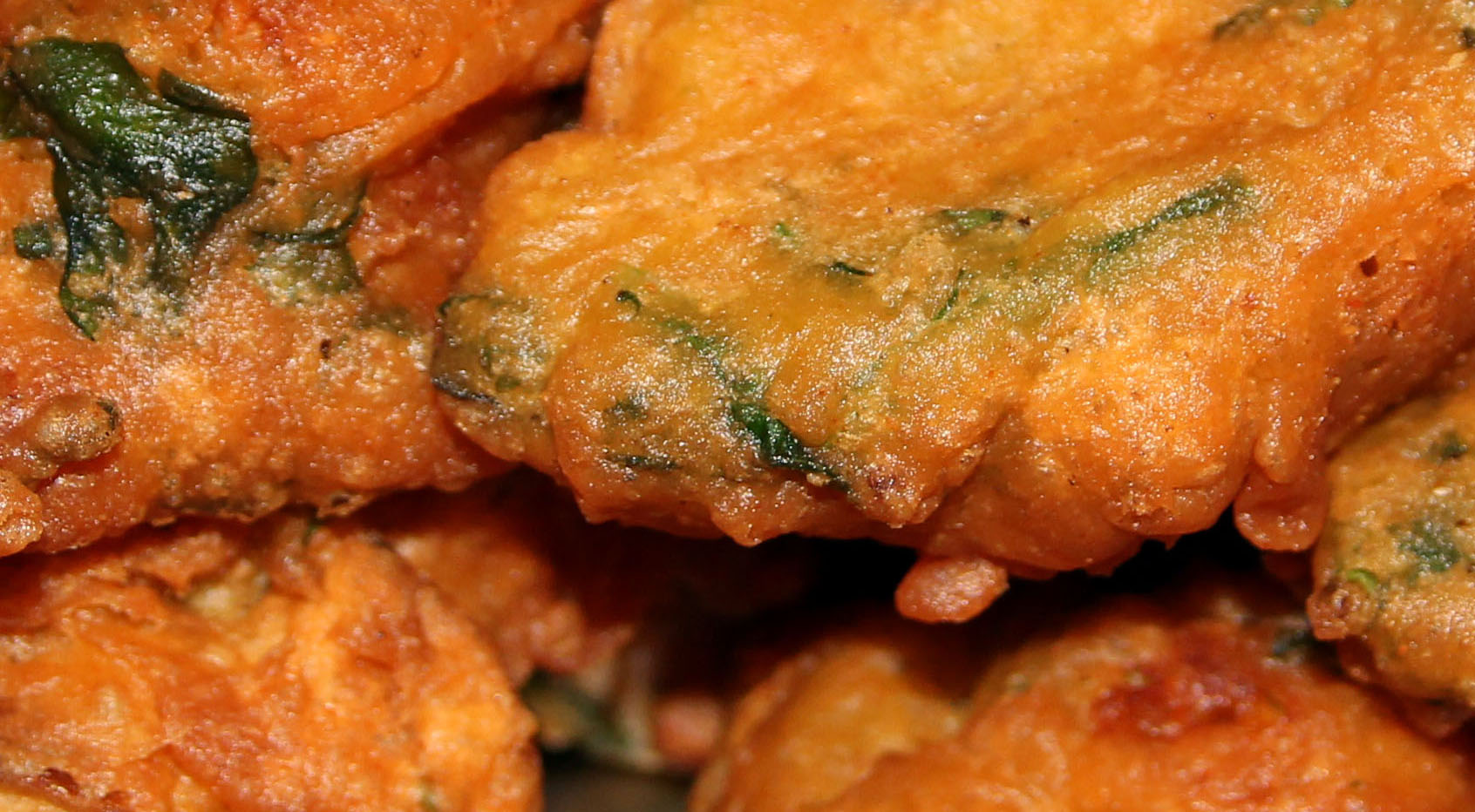
Špenátová pakora
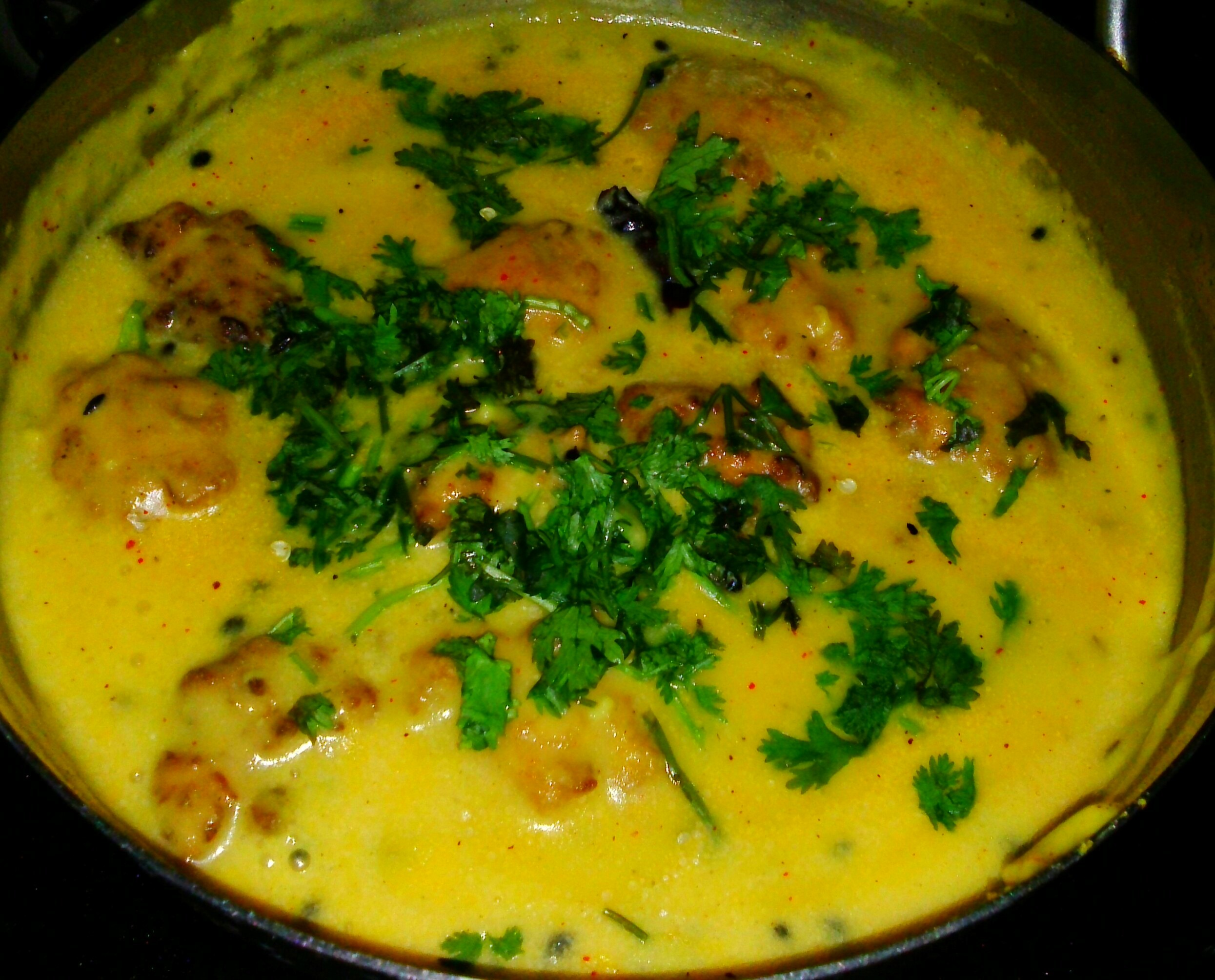
Pakora v ostré jogurtové omáčce